# Гражданские партнёрства в Латвии
Латвия не признаёт однополые браки, но однополые пары могут зарегистрировать партнёрские отношения в государственных органах через суд. 12 ноября 2020 года Конституционный суд Латвии постановил, что Конституция Латвии даёт однополым парам право на получение льгот и защиты, предоставляемых латвийским законодательством супружеским парам противоположного пола, и дал Сейму срок до 1 июня 2022 года для принятия закона, защищающего однополые пары. В декабре 2021 года Верховный суд постановил, что если Сейм не примет закон о гражданских союзах до 1 июня, однополые пары будут вправе обратиться в суд с заявлением о признании их отношений и пользоваться теми же правами и преимуществами, что и супружеские пары. Сейм в установленный срок не принял такой закон, и первый однополый союз был признан административным районным судом 30 мая 2022 года.

## Гражданские партнёрства

### История
23 сентября 1999 года Латвийский комитет по правам человека внёс в Сейм Латвии законопроект о зарегистрированном партнёрстве. 28 сентября 1999 года предложение было направлено на обсуждение комиссии Сейма по правам человека и общественным делам. 30 ноября 1999 г. комиссия отклонила законопроект.
В январе 2012 года бюро омбудсмена рекомендовало парламенту отклонить закон о зарегистрированном партнерстве. Однако после проведения Балтийского прайда в июне 2012 года выяснилось, что Министерство юстиции рассматривает вопрос о признании однополых партнерств либо путем незарегистрированного сожительства (латыш. nereģistrēta kopdzīve), либо зарегистрированного партнерства (латыш. reģistrētās partnerattiecībās). Министр обороны Артис Пабрикс высказался в поддержку зарегистрированных партнерств. Mozaika, крупнейшая латвийская организация по защите прав ЛГБТ, прогнозировала, что потребуется около пяти лет, чтобы получить достаточную политическую поддержку для принять законопроекта.
В ноябре 2014 года, комментируя каминг-аут министра иностранных дел Эдгарса Ринкевича и его призыв к признанию однополых отношений в Латвии, премьер-министр Лаймдота Страуюма подтвердила свою поддержку конституционного запрета на однополые браки. Она также признала, что «латвийское законодательство ещё не урегулировало вопрос о партнерских отношениях», пояснив, что непризнание не состоящих в браке пар затрагивает многих жителей Латвии, независимо от их сексуальной ориентации, и что защита таких семей должна обсуждаться как обществом, так и Сеймом.
30 января 2015 года Вейко Сполитис, депутат от партии «Новое единство», представил законопроект о внесении изменений в Гражданский закон с целью юридического признания однополых партнёрств. Предлагаемый закон позволил бы «любым двум лицам» зарегистрировать свое партнерство  и пользоваться почти всеми правами и обязанностями брака. 24 февраля 2015 года предложение было отклонено комиссией Сейма по юридическим вопросам.
23 марта 2015 года председатель партии «Для развития Латвии» Юрис Пуце запустил на сайте ManaBalss.lv кампанию по сбору подписей за принятие в Латвии закона о сожительстве. В законопроекте говорится, что регистрация совместного проживания пар обеспечит равные права для всех членов общества, независимо от пола. Подписи были представлены в Сейм в январе 2018 года. В марте 2018 года комиссия Сейма по мандатам, этике и заявлениям рекомендовала отклонить эту инициативу. 5 из 9 депутатов проголосовали за отклонение инициативы, в то же время остальные требовали дальнейшего рассмотрения.
В октябре 2018 года омбудсмен призвал законодателей принять закон о партнерстве как для разнополых, так и для однополых пар, ссылаясь на статистику, согласно которой около половины детей в Латвии рождаются вне брака, и утверждая, что такие семьи должны пользоваться правовой защитой. 20 июня 2019 года депутаты Сейма проголосовали против вынесения законопроекта на дальнейшее обсуждение и рассмотрение в парламентских комиссиях. Только 23 члена проголосовали за законопроект, 60 проголосовали против и один член воздержался. Сторонники законопроекта заявили, что будут проявлять настойчивость и попытаются убедить депутатов снова обсудить его в будущем.
29 октября 2020 года Сейм проголосовал в соотношении 55 на 30 за отклонение народной инициативы под названием «Регистрация однополых партнеров», которая призывала к принятию закона о гражданских союзах и была подписана 10 392 гражданами. В тот же день авторы инициативы запустили новую петицию под названием «За правовую защиту всех семей», которую на март 2022 года подписали 23 392 гражданина.

### Постановление Конституционного суда и предлагаемое законодательство
12 ноября 2020 года Конституционный суд Латвии постановил, что Закон о труде нарушает статью 110 Конституции Латвии, поскольку не предоставляет отпуск по уходу за ребенком небиологическому родителю в однополых отношениях. Хотя с 2006 года статья 110 определяет брак как «союз между мужчиной и женщиной», термин семья не имеет четкого определения. Суд постановил, что семья — это не только союз, основанный на браке, но и социальный институт, сформированный тесными личными связями, основанными на понимании и уважении. Суд постановил, что Конституция требует от государства защиты однополых партнеров, и дал Сейму срок до 1 июня 2022 года для внесения поправок в трудовое законодательство и введения меры по юридической защите однополых пар. В декабре 2021 года Верховный суд постановил, что если правительство не предоставит однополым партнерам возможность зарегистрировать свои отношения до 1 июня, пары смогут добиться признания своих отношений судом. 2 февраля 2022 года Министерство юстиции, возглавляемое Дзинтарсом Расначсом, представило законопроект о гражданском союзе, который предоставит однополым парам некоторые права и преимущества брака. Вторая по величине парламентская группа в Сейме, Новая консервативная партия, объявила о своей поддержке законопроекта, несмотря на то, что партия выступала против всех предыдущих попыток создания гражданских союзов. Лидер Социал-демократической партии Янис Урбанович также отметил, что законопроект может получить более широкую поддержку со стороны членов его парламентской группы.
31 марта 2022 года Сейм направил законопроект о гражданских союзах в комиссию по юридическим вопросам и утвердил его в первом чтении, причем противники бойкотировали голосование в надежде, что Сейм не наберет необходимого кворума, но в итоге это не удалось, поскольку в голосовании приняла участие ровно половина всех депутатов.
Окончательное чтение законопроекта было заблокировано 2 июня из-за отсутствия кворума, так как в голосовании приняли участие только 40 депутатов, и спикер Инара Мурниеце завершила парламентскую сессию без принятия законопроекта. Законопроект был включен в повестку дня будущего заседания парламента, и его необходимо было принять до парламентских выборов, назначенных на 1 октября 2022 года. В результате срок, установленный Конституционным судом на 1 июня, истек, что означает, что однополые пары получили право обращаться в суд с ходатайством о признании их отношений и пользоваться некоторыми преимуществами и обязательствами, предоставляемыми браком. Вице-председатель Конституционного суда Ирена Куцина заявила, что «учреждения и административные суды будут применять Конституцию напрямую». 30 мая административный районный суд Риги удовлетворил первое заявление однополой пары и признал «публично-правовое существование» их отношений, заключив, что пара состоит в отношениях, соответствующих определению, данному в статье 110 Конституции. К 8 июля 2022 года административный районный суд предоставил статус гражданского союза четырем однополым парам. К 28 октября 2022 года был признан статус 16 однополых пар.
Предложенный в Сейме законопроект предусматривал создание гражданских союзов (лат. civilā savienība), предоставляющих некоторые права, обязанности и преимущества брака, в том числе в области имущества, наследования и налогов. Законопроект также позволил бы однополым партнерам получать информацию о состоянии здоровья госпитализированного партнера и принимать экстренные медицинские решения, получать пособия в случае смерти партнера и требовать ухода за партнером в случае его инвалидности. Гражданские союзы были бы открыты для всех совершеннолетних граждан и нерезидентов Латвии, включая беженцев и лиц без гражданства, но не были бы разрешены для лиц, которые уже состоят в браке, в другом гражданском союзе или являются кровными родственниками или родственниками по усыновлению. Регистрация и расторжение осуществлялись бы по процедуре, аналогичной процедуре для гражданского брака. Однако законопроект не позволял бы однополым парам носить общую фамилию или усыновлять детей. Кроме того, участники гражданского союза не становились бы автоматически наследниками общего имущества, но партнеры могли бы составить завещание или договор о наследовании, чтобы юридически оформить порядок раздела их защищенного общего имущества перед возможным расставанием.
6 декабря 2022 года, после октябрьских выборов, комиссия по юридическим вопросам отклонила предложенный законопроект о гражданском союзе. Однако регистрация гражданского союза через административный районный суд по-прежнему возможна.

## Однополый брак

### Конституция
В декабре 2005 года Сейм 65 голосами против 5 одобрил поправку к Конституции Латвии, запрещающую однополые браки. Поправка вступила в силу 17 января 2006 года. Статья 110 гласит: «Государство защищает и поддерживает брак — союз между мужчиной и женщиной, семью, права родителей и права ребенка».

### Правовые проблемы
5 июня 2018 года Европейский суд постановил, что государства-члены Европейского Союза (куда входит Латвия) должны признать свободу передвижения и права проживания однополых супругов при условии, что один из партнеров является гражданином ЕС. Суд постановил, что государства-члены ЕС могут выбирать, разрешать ли однополые браки или нет, но они не могут препятствовать свободе проживания гражданина ЕС и его супруга. Кроме того, Суд постановил, что термин «супруг» является нейтральным с гендерной точки зрения и не обязательно подразумевает лицо противоположного пола. Правительство Латвии и Управление по делам гражданства и миграции объявили о своем намерении соблюдать эту директиву. По крайней мере один однополый партнер, заключивший брак в Португалии, получил вид на жительство на июнь 2018 года.

### Постановление Верховного суда от 2021 года
27 мая 2016 года Верховный суд Латвии отменил решение административного суда об отказе в регистрации однополого брака в стране. Пресс-секретарь Верховного суда заявила, что суд согласен с административным судом в том, что действующие нормы не позволяют юридически признать однополые браки в Латвии, однако этот вопрос «следовало рассматривать в контексте не брака, а регистрации семейного партнерства».  Кроме того, невозможно было бы сделать вывод о том, были ли нарушены права заявителей, если бы их иск не был принят и рассмотрен надлежащим образом.
В декабре 2021 года Верховный суд постановил, что в Латвии отсутствует закон о гражданском партнерстве и что судебные решения могут служить заменой регистрации однополых отношений, пока законодатели не примут закон о партнерстве. Суд постановил, что «обязанность обеспечить правовую защиту однополых пар также вытекает из принципа человеческого достоинства, который требует признания неотъемлемого достоинства и равной ценности каждого человека».

## Общественное мнение
Eurobarometer 2015 года показал, что 19% латышей поддерживают однополые браки. В 2019 году Eurobarometer показал, что поддержка увеличилась до 24%, а 70% были против.